# Melissa Vargas
Melissa Teresa Vargas Abreu (Cienfuegos, 16 de outubro de 1999) é uma jogadora de voleibol indoor cubana, naturalizada turca, que joga pelo Fenerbahçe Opet.
Ela foi integrante da Seleção Cubana de Voleibol Feminino e fez parte da seleção cubana no Campeonato Mundial de Voleibol Feminino de 2014 na Itália. Desde 2023, ela joga pela Seleção Turca de Voleibol Feminino.

## Vida pessoal
Melissa Vargas nasceu em Cienfuegos, Cuba, em 16 de outubro de 1999. Em 2021, ela adquiriu cidadania na Turquia, apesar de tentativas anteriores da Sérvia em naturalizá-la para jogar na seleção do país.

## Clubes
- Cienfuegos (2011–2015)
- Volejbalový Agel Prostějov (2015–2016)
- Fenerbahçe (2018–2021)
- Tianjin Volleyball Club (2021-presente)
- Fenerbahçe Opet (2021–presente)

## Carreira internacional

### Cuba
Em 2014, ela ganhou o prêmio de Melhor Oposta na Copa Pan-Americana Sub-23 do mesmo ano, além de Melhor da Copa Pan-Americana e dos Jogos de 2015, Melhor Central os Jogos Centro-Americanos do Caribe de 2014, Final Six da Copa Pan-Americana NORCECA de 015 e na Liga dos Campões 2018/2019. Vargas também ganhou o prêmio de Melhor Sacadora na Liga Chinesa de 2021 e 2022, na Turkey Kadinlar Voleybol Ligi de 2018 e 2019 e na Copa Pan-Americana de 2015.

### Turquia
Após sua naturalização para a Turquia em 2021, ela teve que esperar dois anos para ser incluída na Seleção Turca de Voleibol Feminino. Em 2023, ela começou a jogar pela seleção da Turquia e participou da Liga das Nações de Voleibol Feminino de 2023, ganhando a competição e escolhida MVP. Em agosto do mesmo ano, jogou o Campeonato Europeu de Voleibol Feminino levando mais um título contra a Sérvia da oposta Tijana Bošković, garantindo mais um MVP na fase final da competição. Colocando com sua equipe, a Turquia no topo do Ranking Mundial de Voleibol Feminino em 2023.

## Prêmios

### Individual
- 2014: Copa Pan-Americana de Voleibol Feminino Sub-23 de 2014 — Melhor oposta
- 2013: Copa Pan-Americana Sub-20 — Melhor ataque
- 2023: Liga das Nações de Voleibol Feminino de 2023 — Melhor oposta
- 2023: Liga das Nações de Voleibol Feminino de 2023 — Jogadora Mais Valiosa (MVP)
- 2023: Campeonato Europeu de Voleibol Feminino de 2023 — Jogadora Mais Valiosa (MVP)